# Roger Silva
Roger Silva, właśc. Roger Rodrigues da Silva (ur. 7 stycznia 1985 w Campinas) – brazylijski piłkarz występujący na pozycji napastnika.

## Życiorys

### Kariera klubowa
Roger rozpoczął piłkarską karierę w AA Ponte Preta w 2003, w której grał do 2005.
W 2005 przeszedł do São Paulo FC, z którym zdobył Copa Libertadores 2005. Kolejne lata kariery Rogera to ustawiczne wypożyczenia do innych klubów, m.in. Sport Club do Recife, z którym zdobył Puchar Brazylii oraz mistrzostwo stanu Pernambuco – Campeonato Pernambucano 2008.
Od kwietnia do grudnia 2009 był wypożyczony do Vitórii Salvador. Dobra gra czego dowodem jest 15 strzelonych bramek spowodowały powrót do São Paulo FC. W São Paulo Roger nie mógł ponownie wywalczyć miejsca w składzie i w kwietniu 2010 zdecydował się na kolejne wypożyczenie do Guarani FC. Dobra gra w Guarani (6 bramek w sześciu meczach) zaowocowała transferem w lipcu 2010 do japońskiego drugoligowca Kashiwa Reysol. Z Kashiwą Roger awansował do J1 League. W sezonie 2011 Kashiwa jako beniaminek zdobyła mistrzostwo Japonii, lecz udział w tym Rogera był symboliczny, gdyż po rozegraniu 2 meczów powrócił do Brazylii, gdzie został zawodnikiem klubu Ceará Fortaleza. Z Ceará spadł do drugiej ligi w grudniu 2011.

## Biografia
- Biografia na sambafoot.com
- Roger, [w:] baza Soccerway (zawodnicy) [dostęp 2021-01-02].
- Roger, [w:] baza Transfermarkt (zawodnicy) [dostęp 2020-11-24].